# Kadzewo

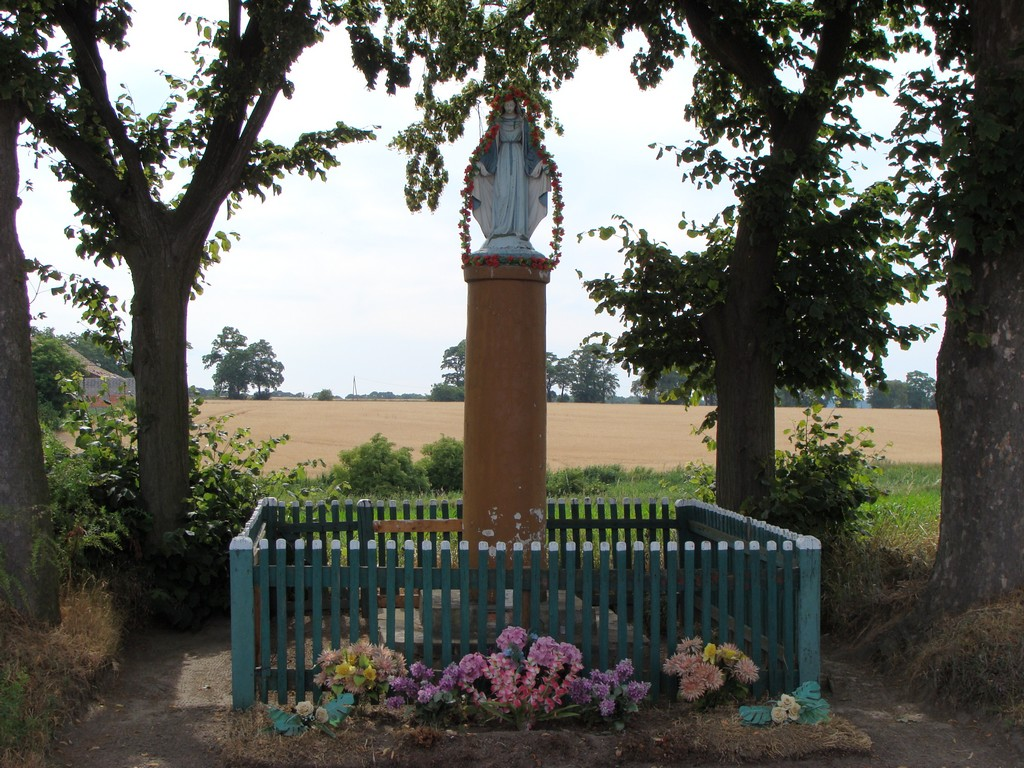
Kapliczka przydrożna

Kadzewo – osada w Polsce położona w województwie wielkopolskim, w powiecie śremskim, w gminie Śrem. W latach 1975–1998 miejscowość administracyjnie należała do województwa poznańskiego.
Wieś położona 6 km na południe od Śremu przy drodze powiatowej nr 4073 z Nochowa do Dolska przez Mełpin, we wsi znajduje się skrzyżowanie z drogami powiatowymi:
- nr 4069 do Pucołowa przez Wyrzekę i Błociszewo
- nr 4070 do Konarskiego przez Drzonek i Wieszczyczyn
- nr 4071 do Mórki

Pierwszy raz w dokumentach w 1367 jako własność rycerska. W 1587 majątek z Bodzyniewem i Marszewem kupił Andrzej Chłapowski. Następnymi właścicielami była rodzina Bilińskich. Od połowy XIX wieku do II wojny światowej wieś pozostała w rękach rodziny Żółtowskich herbu Ogończyk.
Zabytkiem wsi jest zespół pałacowy i folwarczny, w skład których wchodzą: klasycystyczny pałac sprzed 1865, przebudowany w 1976, który stanowi własność prywatną, park krajobrazowy z pomnikowymi okazami drzew, powozownia, stajnie i obory, zespoły są zabytkami chronionymi prawem. Zabytkiem znajdującym się w gminnej ewidencji zabytków jest również figura Matki Boskiej Niepokalanie Poczętej sprzed II wojny światowej.